# دهه ۷۲۰ (میلادی)

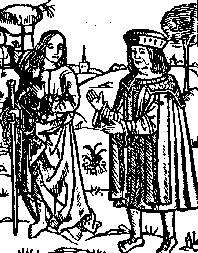
تصویری در دهه ۷۲۰ میلادی که ۲مرد دارند حرف باهم می‌زنند

دهه ۷۲۰ (میلادی) دهه هفتاد و دوم تقویم میلادی است.

## رویدادها
- بلنجر پایتخت خزرها شد.

‎